# Tina Robnik
Tina Robnik (* 30. Juli 1991 in Luče) ist eine ehemalige slowenische Skirennläuferin. Ihre stärksten Disziplinen waren zunächst die Abfahrt und der Super-G sowie die Super-Kombination. Nach einer Wirbelverletzung startete sie seit 2012 nur noch im Slalom und im Riesenslalom.

## Biografie
Robnik bestritt im Dezember 2006 ihre ersten FIS-Rennen und erzielte zu Beginn des nächsten Winters die ersten Podestplätze. Seit der Saison 2008/2009 startet sie auch im Europacup, gewann aber im gesamten Winter noch keine Punkte. Bei den Juniorenweltmeisterschaften 2009 in Garmisch-Partenkirchen blieb sie nach Ausfällen im Super-G und im Riesenslalom ohne Ergebnis, wurde im selben Monat aber Slowenische Juniorenmeisterin im Super-G. Krankheitsbedingt stieg sie in der Saison 2009/2010 erst im Januar ins Renngeschehen ein. In der Folge nahm sie in diesem Winter fast ausschließlich an FIS-Rennen und nur an einem Europacuprennen teil. Bei der Junioren-WM 2010 startete sie nicht.
In der Saison 2010/2011 zeigte sich ein deutlicher Aufwärtstrend in den Ergebnissen der Slowenin. Eine Woche nach ihren ersten Siegen in FIS-Rennen erzielte sie am 4. Dezember 2010 den zweiten Platz in der Europacup-Super-Kombination von Kvitfjell, womit sie zum ersten Mal in dieser Rennserie punktete. Eine Woche später folgte im Riesenslalom von St. Moritz ihr erster Weltcupstart. Bislang blieb sie in ihren wenigen Weltcuprennen allerdings ohne Resultat. Besser ging es zunächst im Europacup weiter: Nach mehreren Top-10-Ergebnissen stand sie am 25. Januar 2011 als Zweite des Super-Gs von Pila erneut auf dem Podest. Zwei Tage später feierte sie in der Abfahrt am selben Ort ihren ersten Sieg. Kurz darauf war die Saison für Robnik jedoch zu Ende. Sie kam im Abfahrtstraining der Juniorenweltmeisterschaften 2011 in Crans-Montana am 30. Januar schwer zu Sturz und brach sich drei Wirbel. Sie musste daraufhin auch den Großteil des nächsten Winters pausieren und nahm erst im März 2012 wieder an Rennen teil.
Seit ihrer Verletzung konzentriert sich Robnik auf die technischen Disziplinen Slalom und Riesenslalom. Es dauerte jedoch mehrere Jahre, bis sie wieder den Anschluss an die erweiterte Weltspitze fand. Die ersten Weltcuppunkte gewann sie am 12. Dezember 2015 mit Platz 15 im Riesenslalom von Åre. Ihre bisher besten Ergebnisse erzielte Tina Robnik im Riesenslalom von Sölden am 28. Oktober 2017 mit Rang neun und am 6. Jänner 2018 im Riesenslalom von Kranjska Gora mit Rang sieben.
Nach weiteren Verletzungen gab sie ihren Rücktritt im April 2023 bekannt.

## Erfolge

### Olympische Spiele
- Pyeongchang 2018: 9. Mannschaftswettbewerb, 34. Super-G
- Peking 2022: 7. Mannschaftswettbewerb, 18. Riesenslalom

### Weltmeisterschaften
- Cortina d’Ampezzo 2021: 15. Riesenslalom

### Weltcup
- 6 Platzierungen unter den besten zehn

### Weltcupwertungen
| Saison  | Gesamt | Gesamt | Riesenslalom | Riesenslalom | Parallel | Parallel |
| Saison  | Platz  | Punkte | Platz        | Punkte       | Platz    | Punkte   |
| ------- | ------ | ------ | ------------ | ------------ | -------- | -------- |
| 2015/16 | 96.    | 21     | 38.          | 21           | –        | –        |
| 2016/17 | 79.    | 51     | 29.          | 51           | –        | –        |
| 2017/18 | 55.    | 144    | 15.          | 144          | –        | –        |
| 2019/20 | 45.    | 130    | 15.          | 98           | 17.      | 32       |
| 2020/21 | 65.    | 59     | 28.          | 35           | 11.      | 24       |
| 2021/22 | 65.    | 89     | 31.          | 57           | 8.       | 32       |
| 2022/23 | 121.   | 2      | 49.          | 2            | –        | –        |

### Europacup
- Saison 2010/11: 3. Kombinationswertung, 4. Abfahrtswertung, 10. Super-G-Wertung
- Saison 2016/17: 7. Riesenslalomwertung
- 6 Podestplätze, davon 3 Siege:

| Datum            | Ort              | Land       | Disziplin    |
| ---------------- | ---------------- | ---------- | ------------ |
| 27. Januar 2011  | Pila             | Italien    | Abfahrt      |
| 3. Februar 2017  | Châtel           | Frankreich | Riesenslalom |
| 12. Februar 2017 | Göstling/Hochkar | Österreich | Riesenslalom |

### Weitere Erfolge
- Slowenische Juniorenmeisterin im Super-G 2009
- 3 Podestplätze im Far East Cup, davon 1 Sieg
- 9 Siege in FIS-Rennen